# Ла Саса (Пистоја)
Ла Саса је насеље у Италији у округу Пистоја, региону Тоскана.
Према процени из 2011. у насељу је живело 22 становника. Насеље се налази на надморској висини од 311 м.